# Hútik
A hútik vagy a klasszikus ejtést alapul vevő átírásban húszik (arabul: الحوثيون), hivatalos nevükön Anszár Alláh (arabul: أنصار الله, „Isten segítői”) síita politikai-katonai mozgalom, amely a jemeni Szaada kormányzóságban jött létre az 1990-es években. Túlnyomórészt zajdita síitákból áll.
A hútik a mozgalom külső neve, amelyet jellemzően a nyugati sajtó használ. E megnevezés félrevezető, mivel egyenlőségjelet tesz a mozgalom és a húti törzs, illetve Hút városa közé, azonban a mozgalom tagjai és támogatói nem köthetők egyetlen városhoz vagy törzsi csoporthoz. A mozgalom tagjai és vezetői az Anszár Alláh megnevezést használják.

## Történet

A hútik által ellenőrzött területek 2023 őszén (világoszöld)

Huszejn el-Húti  (1959–2004) zajdi vallási vezető alatt, a korábbi jemeni elnök, Ali Abdullah Száleh ellenzéki mozgalmaként jelentek meg. Őt korrupcióval vádolták és bírálták, amiért Szaúd-Arábia és az Egyesült Államok támogatásával a jemeni nép  Jemen szuverenitásának rovására igyekezett az Egyesült Államok érdekeinek megfelelni.
2004-ben Huszejn el-Hútit a kormányerők megölték Szaadában, ami a húti (szaadai) felkelés kirobbanásához vezetett. Azóta a mozgalmat egy rövid időszak kivételével az alapító testvére, Abd el-Malik el-Húti  vezeti.
A 2011-es arab tavasz keretében Jemenben is forradalom tört ki. A 2011 januárjában kezdődő eseményekben tevőleges részt vállalt az Anszár Alláh is. A forradalom következményeként ugyan Ali Abdullah Száleh elnököt elűzték, de a remélt reformok elmaradtak, így a harcok kiújultak, polgárháborút okozva.
2014 végén a hútik átvették az irányítást a főváros és Jemen északnyugati része felett és bejelentették az ország addigi kormányának bukását, amelyet Abd Rabbuh Manszúr Hádi elnök vezetett.  
A jemeni polgárháborúba az Egyesült Államok támogatásával 2015-ben fegyveresen is beavatkozott egy Szaúd-Arábia vezette katonai koalíció. 2015 márciusában Szaúd- Arábia mintegy tizenöt országból álló katonai koalíciót hozott létre többek között az Egyesült Arab Emírségek és Egyiptom részvételével, hogy legyőzze őket és visszaállítsa a száműzetésben élő Hádi elnök kormányát. A területeiket ért légitámadásokra válaszul a hútik számos szaúdi város ellen indítottak rakéta- és dróntámadásokat. A 2017 végén kirobbant újabb belharcok nyomán kivégezték a szaudi koalícióval folytatott titkos tárgyalások miatt hazaárulással vádolt Ali Abdullah Száleh volt elnököt.
A polgárháború harcai, illetve az abba beavatkozó Szaúd-Arábia és Egyesült Arab Emírségek kiterjedt légicsapásai és tengeri blokádja óriási károkat és pusztítást okoztak, rengeteg halálos áldozatot követelve és súlyos humanitárius katasztrófát idézve elő a hútik ellenőrizte területeken.
A konfliktus máig (2024) megoldatlan, a hútik pedig megtartották területeiket, de facto hatalmat gyakorolva a korábbi Észak-Jemen nagy része felett. 2022 áprilisa óta tűzszünet van a felek közt, amit azok néhány kisebb összecsapástól eltekintve be is tartanak. Jelenleg béketárgyalások zajlanak a háború lezárására.

### A mozgalom és a 2023-as Izrael–Hamász-háború
A húti mozgalom  mindig is támogatta a palesztinok szabadságért folytatott küzdelmét. 
A 2023 őszén indult Izrael-Hamász háború, a Gázai övezet ostroma nyomán a palesztinok oldalán avatkoztak be az eseményekbe, rakétákat és robotrepülőgépeket indítva izraeli célpontok ellen, az ezek kapcsán kiadott sajtóközleményeikben pedig a Gázai övezet ostromának azonnali felhagyását követelték. 2023 novemberében bejelentették, hogy célpontnak tekintenek minden, a Vörös-tengeren közlekedő izraeli érdekeltségű hajót, és minden Izrael felé tartó vagy abból az irányból induló hajót. November 18-án katonai egységeik elfoglalták és a jemeni Hudajda kikötőjébe vezették a Galaxy Leader nevű teherszállító hajót, amelynek egyik tulajdonosa az izraeli Abraham Ungar és Yael Ungar. November 23-án robotrepülő találta el a CMA CGM Symi konténerhajót, melynek tulajdonosa az izraeli Idan Ofer. Ezeken kívül más, nem izraeli kötődésű hajókat is megtámadtak.
A támadásokra hivatkozva az Amerikai Egyesült Államok és Nagy-Britannia több szövetségesük támogatásával 2024 január 11-én légicsapást mért húti célpontokra. A támadásra válaszul ők bejelentették, hogy ezután minden amerikai és brit érdekeltséget jogszerű célpontnak tekintenek.
2024. január 15-én Ádentől 95 tengeri mérföldre délkeletre találat érte az M/V Gibraltar Eagle ömlesztettáru-szállítót. A hajó a Marshall-szigetek zászlaja alatt hajózik, de tulajdonosa és üzemeltetője az Amerikai Egyesült Államokban bejegyzett Eagle Bulk Shipping. A nyilvánosan elérhető adatok alapján a hajó Dél-Korea Pohang városának kikötőjéből indult, acélárut szállított, és a Földközi-tengerre tartott. A támadás után a hajó irányt váltott, elhagyva a Vörös-tenger térségét.
Az Egyesült Államok és Nagy-Britannia a tengerhajózás biztonságának fenntartására hivatkozva 2024 januárjában számos újabb támadást intézett az Anszár Alláh által ellenőrzött területek ellen. A hútik sem hagytak fel az izraeli, amerikai és brit érintettségű hajók elleni támadásaikkal; 2023 novemberétől 2024 januárjának végéig közelítőleg három tucatnyi támadást hajtottak végre. 2024. január 26-án találat érte a Marshall-szigetek zászlaja alatt hajózó, brit tulajdonú MT Marlin Luanda tankhajót, amely ettől kigyulladt, de a tüzet sikerült eloltani.
2024 februárjának első napjaiban az Egyesült Államok és Nagy-Britannia újabb támadásokat hajtott végre jemeni célpontok ellen. A csapásokra válaszul az Anszár Alláh közölte, hogy mindaddig folytatják támadásaikat az izraeli érdekeltségű vagy érintettségű hajók, valamint az amerikai és brit érdekeltségek ellen, amíg Izrael fel nem hagy a Gáza elleni háborúval, illetve az amerikaiak és britek fel nem hagynak a Jemen elleni támadásokkal. Február hatodikán találat érte a Barbados zászlaja alatt hajózó, brit tulajdonú Morning Tide teherhajót, és a Marshall-szigetek zászlaja alatt hajózó, amerikai és görög tulajdonban álló Star Nasia ömlesztettáru-szállítót. Mindkét hajó kisebb sérüléseket szenvedett. 2024. február 15-én támadás érte a Barbados zászlaja alatt hajózó, brit tulajdonú Lycavitos ömlesztettáru-szállítót, ami kisebb sérüléseket szenvedett.
A hútik elleni amerikai és brit támadások rendszeressé váltak, amire válaszul a húti támadások száma is megnőtt. 2024. Február 19-én lelőttek egy amerikai MQ–9 Reaper pilóta nélküli repülőgépet. Ezzel egy napon támadás érte a Belize zászlaja alatt hajózó, brit tulajdonú Rubymar teherhajót, amely mozgásképtelenné vált, a legénység pedig elhagyta a hajót. Akárcsak a többi eddigi húti támadás, ez sem követelt emberéletet.

## Jelmondatuk

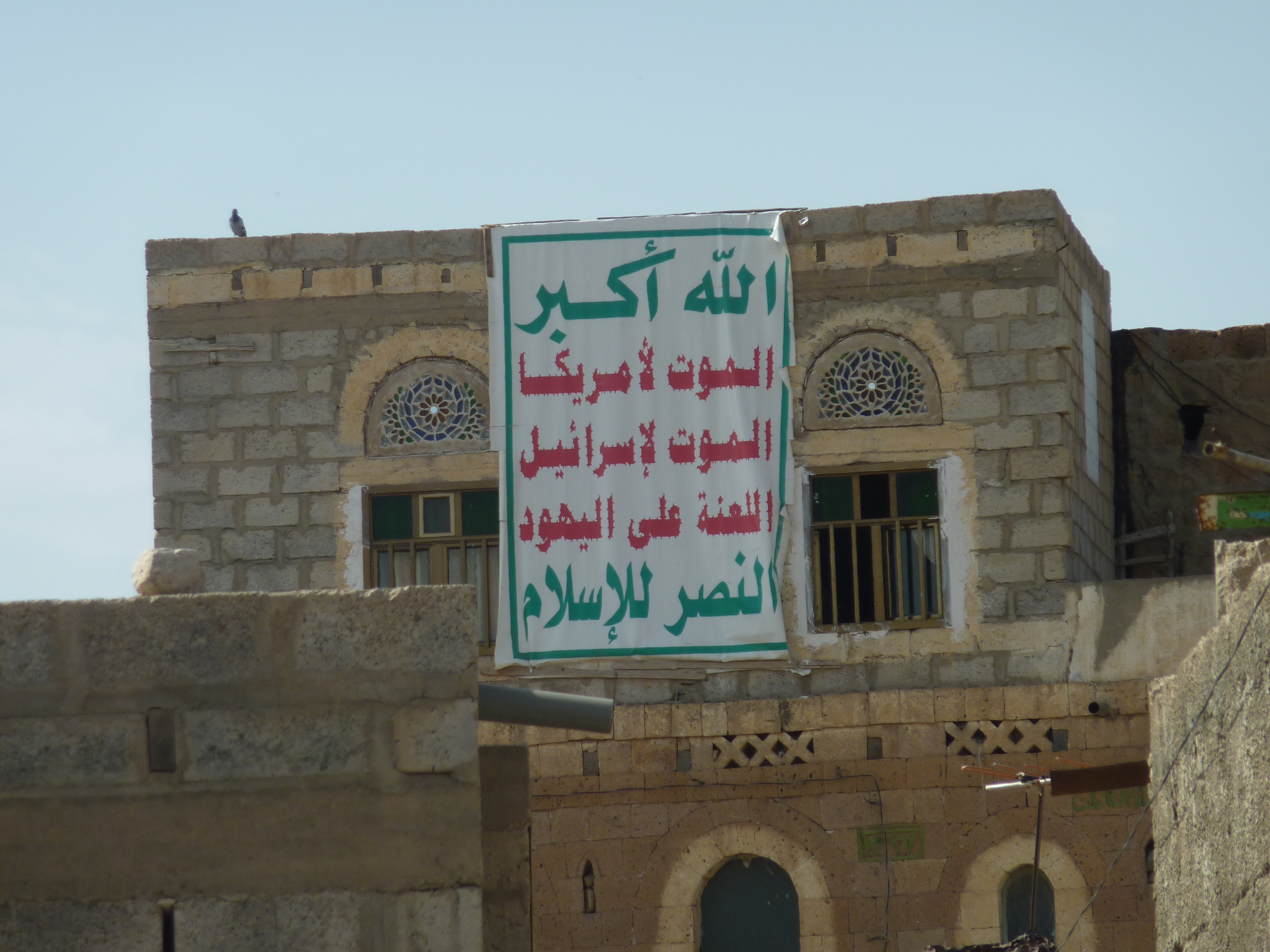
A húti szlogen egy ház falán: "Isten a legnagyobb (Allah akbár),
halál Amerikára,
halál Izraelre,
átok a zsidókra,
győzelem az iszlámnak."

2003 óta (valószínűleg Irán és a libanoni síita Hezbollah mozgalom hatására) a hivatalos jelmondatuk: 
"Isten a legnagyobb (Alláh akbar),
 halál Amerikára,
 halál Izraelre,
 átok a zsidókra,
 győzelem az iszlámnak."